# John Martin (entreprise)
Pour les articles homonymes, voir John Martin (homonymie) et Martin.
 (janvier 2013).
Si vous disposez d'ouvrages ou d'articles de référence ou si vous connaissez des sites web de qualité traitant du thème abordé ici, merci de compléter l'article en donnant les références utiles à sa vérifiabilité et en les liant à la section « Notes et références ».
John Martin est une société anonyme belge basée à Genval, spécialisée dans la brassage et la distribution de bière, de boissons gazeuses et de cidre.

## Historique

### John Martin (1886-1966)
Le fondateur de la société est le brasseur d'origine britannique installé en Belgique John Martin, né le 15 février 1886 en Angleterre et mort le 18 avril 1966. Au cours de sa jeunesse, John Martin accompagne son père qui, souhaitant profiter du développement du marché des navires (domaine dans lequel il exerce) choisit d’immigrer en Belgique. Il y effectue une partie de ses études, auprès des Jésuites et les continue à Londres. En 1908, il épouse la fille d’un docteur réputé à Liège, Jeanne Bouttiau. Leur union donnera naissance à Andrew en 1909 et John-James en 1917. De nombreuses années plus tard, John-James sera père de trois garçons : John-Charles, Anthony et Peter.
À 23 ans, John Martin crée sa première entreprise, baptisée John Martin, à Anvers (Belgique). Il y développe des bières anglaises et démarre un an plus tard, pour le marché Européen, la distribution du Schweppes indian tonic qui fut imaginé en 1780.
Deux années plus tard, il importe la bière irlandaise Guinness pour la première fois sur le continent. C’est par le biais de la publicité qu’il réussit à accroître la renommée de cette bière et à la positionner à travers toute l'Europe, créant même en 1944 la fameuse « Guinness Extra Special » (la fameuse « GXS »), uniquement disponible et développée pour la Belgique[réf. nécessaire]. On retiendra notamment la célèbre accroche « Guinness is good for you ». En 1924, la marque Gordon Scotch Ale est créée. Au cours des années 1920 et 1930, il lance les limonades Globe par le biais des usines d’Anvers et du château du Lac de Genval. Vingt ans plus tard, il développe le Bulldog Pale Ale, qui est par la suite rebaptisée Martin’s Pale Ale. En 2012, la société devient officiellement le plus ancien distributeur de Diageo au monde, célébrant ainsi cent ans de collaboration avec la société Diageo, propriétaire de Guinness.

### Relève
L’année 1966 est marquée par le décès de John Martin. Dès lors, vont lui succéder ses deux fils Andrew et John-James. Le premier s’occupe alors du Benelux et le second relance la marque Schweppes en France. C’est au cours des années 1980 qu’intervient la troisième génération puisque les petits-fils de John Martin (John-Charles, Anthony et Peter) rejoignent le groupe. En 1988, les jus de fruit Looza sont rachetés et Anthony entame une redynamisation commerciale du groupe familial avec notamment le lancement d’Orangina Belgique. Au cours de la même année, la marque Schweppes repart à la conquête du marché international.
En 1991, la société « John Martin SA » est créée,. Durant les années 1990, Anthony lance la Martin's Finest Beer Selection avec notamment la Gordon Finest Gold, une bière blonde au fort degré d’alcool (10°). Ces années sont aussi marquées par l’arrivée dans le groupe de la brasserie Timmermans et des marques qu'elle possède, dont la Bourgogne des Flandres. Au milieu des années 1990, Anthony Martin propose également la Gordon Five, la seule pils du groupe.
En 2000, la gamme des bières Gordon s’agrandit avec la Gordon Finest Red et la Gordon Finest Silver. Un an plus tard, l’Orangina rouge est lancé sur le marché belge et la compagnie de Globe est relancée. Toutefois, celle-ci s’occupe, à présent, exclusivement d’un service Business to Business de fontaines d’eau et de services de snacks et boissons. La Martin’s Blond Ale est créée et le cidre irlandais Magners rejoint la Martin’s Finest Drink Selection en 2003. C’est également durant cette période que bon nombre de filiales étrangères seront développées.
En avril 2004, la société est pilotée uniquement par Anthony qui est à l’initiative du lancement des bières fruitées Timmermans en cannettes et du repositionnement de la gamme Finest Beer Selection. La Gordon Finest Platinum est lancée en 2005 avec un nouveau packaging en 50 cl. La Rousse de Brabant et la Blonde de Brabant complètent la gamme des Bières de Brabant.
En 2006, Anthony Martin souhaite donner une nouvelle image à plusieurs des bières distribuées par l’entreprise familiale et leur imagine ainsi de nouveaux packagings. En 2007, Anthony Martin propose une nouvelle gamme de bières fruitées en canettes. Un nouveau cidre : Celtic Cider par Douglas complète la gamme anglaise. En 2008, Anthony Martin innove en termes de packaging (Gordon Platinium PET 50 cl.), en termes de goût (Timmermans Strawberry) et en termes de formats (Bourgogne des Flandres 1,5 et 3 litres). En 2009, la marque Gordon est introduite sur le marché français et la société fête ses 100 ans en Belgique, devenant également le plus ancien distributeur de Guinness au monde.
En 2010, élargissement de la gamme avec la Gordon Finest Copper, bière blonde en canette décrite comme légèrement forte. Est également lancé, la nouvelle gamme de bières spéciales en 18 cl., les Baby Bottles, ressemblant quelque peu au fameux Baby Guinness de jadis. En 2012, une nouvelle filiale à Abidjan est ouverte, en association avec Christian Jardel, partenaire de la filiale espagnole Bierwinkel.
En 2013, le groupe s'associe avec Adrien Desclée et ajoute à sa gamme de bière la brasserie de Waterloo, qui élabore : la Waterloo, la Blanche des Moines et la Brussels Fruit Beer. Le directeur de John Martin déclare qu'« elle doit rester une microbrasserie et nous garderons cet esprit de microbrasserie ». Anthony Martin achète la ferme de Mont-Saint-Jean en 2014. Celle-ci sera complètement rénovée, transformée en microbrasserie et inaugurée par le duc de Wellington, prince de Waterloo, le 19 juin 2015.
En 2016, le groupe ouvre une troisième micro-brasserie Bourgogne des Flandres à Bruges, confirmant ainsi le développement craft ou artisanal commencé en 1702 avec la plus vieille brasserie de gueuze au monde : la Timmermans qui recevra en 2015, la prestigieuse The World's Best Sour Beer pour la Tradition Oude Gueuze.

## Autres activités
Outre la commercialisation de boissons, la famille s’intéresse dès 1982 à l’activité hôtelière et restaure le château du lac à Genval, sous l'impulsion de John-Charles Martin. Celui-ci devient en 1981 un hôtel 5 étoiles réputé durant les années 1980. Lors de l'Euro 2000, organisé en Belgique et aux Pays-Bas, cet établissement est le camp de base de l'équipe de France de football durant toute la compétition. Il fait désormais partie du groupe « Martin’s Hotels » qui dispose de nombreux établissements luxueux en Belgique. C'est à la suite d'investissements du groupe de bières spéciales que la famille décide de créer un portfolio d'hôtels sur l'ensemble de la Belgique. Le premier hôtel (de Waterloo à l'initiative d'Anthony Martin) est depuis devenu un groupe de 12 hôtels (plus de 1 000 chambres) ce qui en fait le premier investisseur indépendant. Le groupe Anthony Martin détient près de 40 % du capital des hôtels qui est sous la direction de John-Charles Martin.
En 2017, le groupe décide d'ouvrir son premier hôtel en France à Valenciennes.
La famille s'intéresse également au karting et possède deux circuits en Belgique.

## Les bières
- Gordon :
  - Gordon Finest Carbon, une blonde forte qui contient 14,1 % d’alcool ;
  - Gordon Finest Platinium, une blonde forte qui contient 12 % d’alcool ;
  - Gordon Finest Gold, une blonde à 10 % d’alcool ;
  - Gordon Finest Red, de couleur rouge, épicée, elle contient 8,4 % d’alcool ;
  - Gordon Finest Silver, une blonde à basse fermentation, 7,7 % d’alcool ;
  - Gordon Xmas, bière saisonnière de Noël, de couleur rubis foncé, avec 8,8 % d’alcool ;
  - Gordon Finest Scotch, allie houblons, saveurs sucrées et malts, elle contient 8 % d’alcool ;
  - Gordon Finest Copper, une blonde à haute fermentation, 6,6 % d’alcool ;
  - Gordon Five, une pils blonde à fermentation basse, 5 % d’alcool.

- Timmermans :
  - Timmermans Gueuze Lambic, une blonde à fermentation spontanée, 5 % d’alcool ;
  - Timmermans Oude Gueuze, bière à fermentation spontanée, 5,5 % d’alcool ;
  - Timmermans Oude Kriek, kriek à fermentation spontanée, 5,5 % d’alcool ;
  - Timmermans Faro Lambic, bière douce à fermentation spontanée, 4 % d’alcool ;
  - Timmermans Kriek Retro, bière fruitée à fermentation spontanée, 5 % d’alcool ;
  - Timmermans Kriek Lambic, bière fruitée à fermentation spontanée, 4 % d’alcool ;
  - Timmermans Warme Kriek Chaude, bière à fermentation spontanée, 4 % d’alcool ;
  - Timmermans Lambicus Blanche, bière blanche à fermentation spontanée, 4,5 % d’alcool ;
  - Timmermans Framboise Lambic, bière fruitée à fermentation spontanée, 4 % d’alcool ;
  - Timmermans Pêche Lambic, bière fruitée à fermentation spontanée, 4 % d’alcool ;
  - Timmermans Strawberry Lambic, bière fruitée à fermentation spontanée, 4 % d’alcool.

- Timms :
  - Timms Kriek, bière fruitée à fermentation spontanée, en canette, 4 % d’alcool ;
  - Timms Framboise, bière fruitée à fermentation spontanée, en canette, 4 % d’alcool ;
  - Timms Pêche, bière fruitée à fermentation spontanée, en canette, 4 % d’alcool ;
  - Timms Strawberry, bière fruitée à fermentation spontanée, en canette, 4 % d’alcool.

- Guinness :
  - Guinness Special Export, bière noire à haute fermentation, 8 % d’alcool ;
  - Guinness Draught, bière noire à haute fermentation, 4,2 % d’alcool. Ses canettes possèdent un système moussant unique ;
  - Guinness Surger, bière noire à haute fermentation, 4,2 % d’alcool. Sa mousse est produite à l’aide d’un appareil à ondes sonores.

- Bières de Brabant :
  - Rousse de Brabant, bière ambrée à haute fermentation, 5 % d’alcool ;
  - Blonde de Brabant, bière blonde à haute fermentation, 6 % d’alcool ;
  - Blanche de Brabant, bière blanche à haute fermentation, 5 % d’alcool ;
  - Pils de Brabant, bière blonde à basse fermentation, 4,9 % d’alcool ;
  - Spécial de Brabant, bière blonde à haute fermentation, 5,3 % d’alcool ;
  - Double de Brabant, bière brune à haute fermentation, 6,5 % d’alcool ;
  - Diabolici, bière blonde triple à haute fermentation, 8 % d'alcool ;
  - Triple de Brabant, bière blonde à haute fermentation, 8,5 % d’alcool.

- Bourgogne des Flandres :
  - Bourgogne des Flandres brune, bière brune à fermentation mixte, 5 % d’alcool ;
  - Bourgogne des Flandres blonde, bière blonde à haute fermentation, 6 % d’alcool.

- Martin’s :
  - Martin's Pale Ale, bière ambrée à haute fermentation, 5,8 % d’alcool ;
  - Martin’s Blond Ale, bière blonde à haute fermentation, 6 % d’alcool.

- Kilkenny :
  - Kilkenny, bière ambrée à haute fermentation, 4,3 % d’alcool.

- Douglas Celtic :
  - Douglas Celtic XXX Strong, bière blonde à basse fermentation, 12 % d’alcool ;
  - Douglas Celtic Super, bière blonde à basse fermentation, 7,9 % d’alcool ;
  - Douglas Celtic Red, bière ambrée à basse fermentation, 7,9 % d’alcool ;
  - Douglas Celtic Brown, bière brune à haute fermentation, 7,9 % d’alcool ;
  - Douglas Celtic Lager, bière blonde à basse fermentation, 5 % d’alcool.

- Dominus :
  - Dominus Double, bière brune à haute fermentation, 6,5 % d’alcool ;
  - Dominus Triple, bière blonde à haute fermentation, 8 % d’alcool.

- Red Stripe :
  - Red Stripe, bière blonde Jamaïcaine à basse fermentation, 4,7 % d’alcool.

- Revolucion :
  - Mexicana’10 Revolucion, bière blonde à basse fermentation, 5 % d’alcool.

- Waterloo :
  - Waterloo Triple Blond (anciennement Triple 7 Blond), bière blonde triple avec une teneur en alcool de 8 % ;
  - Waterloo Strong Dark (anciennement Double 8 Dark), bière double brune avec une teneur en alcool de 8 % ;
  - Waterloo Cuvée Impériale, bière rubis foncé triple avec une teneur en alcool de 9,5 % ;
  - Waterloo Récolte, bière blonde avec une teneur en alcool de 6 %.

## Les cidres
- Magners :
  - Magners Original Cider, cidre blond à basse fermentation, 4,5 % d’alcool ;
  - Magners Pear, cidre blond de poire à basse fermentation, 4,5 % d’alcool.

- Celtic Cider :
  - Celtic Cider, cidre de qualité à basse fermentation, 4,5 % d’alcool.

- Adam’s Apple :
  - Adam’s Apple, cidre sec blond à basse fermentation, 6 % d’alcool.

## Distribution d'autres marques
- Guinness.

## Sources et références

### Sources
- Cet article est partiellement ou en totalité issu de l'article intitulé « Martin's Finest Beer Selection » (voir la liste des auteurs).
- La plupart des informations sont issues du livre : The Finest Drinks – John Martin's Story.